# Castelo de Hohenzollern
O Castelo de Hohenzollern (em alemão: Burg Hohenzollern) é um palácio fortificado da Alemanha situado a cerca de 50 km de Estugarda, entre as cidades de Hechingen e Bisingen, no coração do Jura Suábio. Foi a residência dos condes suábios a partir da primeira metade do século XI. A família Hohenzollern chegou ao poder durante a Idade Média, tendo governado o Reino da Prússia, Brandemburgo e o Império Alemão até ao final da Primeira Guerra Mundial.

## Localização
O castelo fica localizado no Volksmund ("Monte do Povo"), nome vernáculo para o Zollerberg ou Zollern na sua forma abreviada, um cume proeminente e isolado do monte Hohenzollern, a uma altitude de 855 metros, sobre Hechingen, no Jura suábio. O Zollerberg é um monte testemunho da Cordilheira do Jura, servindo também de epónimo para a região geográfica: o Zollernalbkreis.

## História

### O primeiro castelo
O primeiro castelo do Condado de Zollern, provavelmente construído na primeira metade do século XI, foi mencionado pela primeira vez em 1267. No dia 15 de maio de 1423, depois de quase um ano de cerco pela União das Cidades Imperiais, foi conquistado e completamente destruído. Deste primeiro edifício restam apenas registos em fontes escritas.
Ignoram-se o aspecto e as dimensões exatas do primeiro castelo, mas as fundações trazidas à luz do dia em 1836 permitem concluir que este edifício, mais pela sua importância que pela sua arquitetura, constituiu na época um conjunto fortificado capaz de responder a todas as exigências dos primeiros condes de Zollern. O castelo tornou-se rapidamente numa espécie de efígie dos Hohenzollern, considerado então como a "coroa dos castelos suábios". 

### O segundo castelo

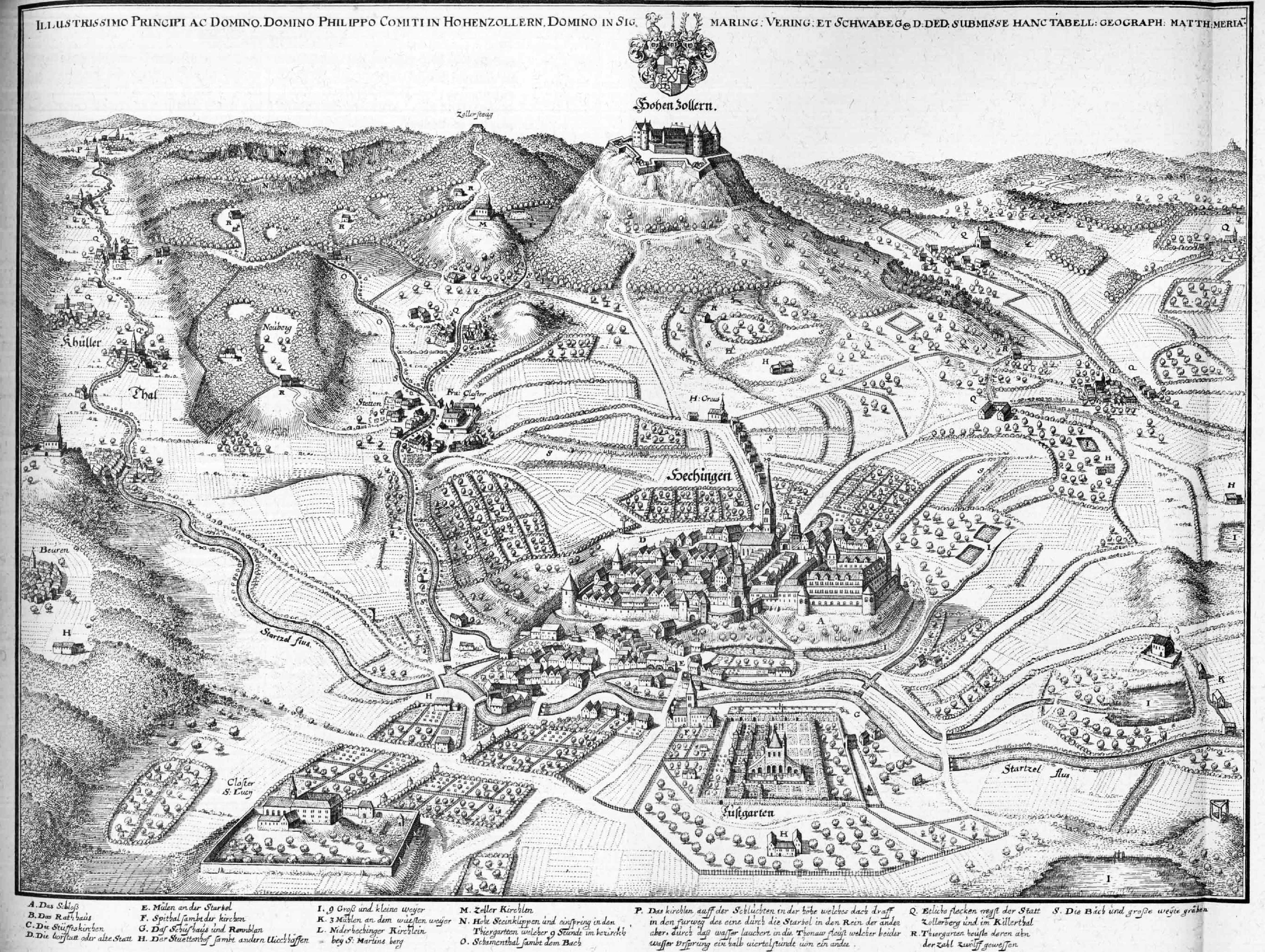
O castelo de Hohenzollern com Hechingen
Gravura de Matthäus Merian, cerca de 1650

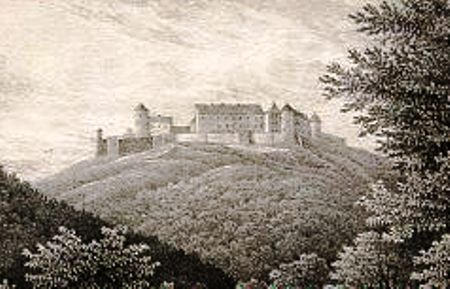
Aspecto do segundo castelo em 1815

Depois da destruição do primeiro castelo, Segismundo de Brandemburgo-Bayreuth, proibiu qualquer tipo de construção posterior. No entanto, algum tempo depois, o seu sucessor, Frederico III, anulou a interdição do seu predecessor, permitindo que o conde Jos Niklas de Zollern colocasse a primeira pedra do segundo castelo. 
Em 1454 foi iniciado, então, um novo edifício, mais forte e belo que o anterior, o qual ficaria concluído em 1461. Este castelo, construído durante a Guerra dos Trinta Anos, serviu de refúgio à Família Hohenzollern nos tempos de guerra, sendo temporariamente conquistado em 1634 pelos württembergueses. Depois da Guerra dos Trinta Anos, o castelo manteve-se principalmente na posse da Casa de Habsburgo, mas durante a Guerra de Sucessão Austríaca, no inverno de 1744-1745, foi ocupado pelas tropas francesas. 
Depois da retirada da última ocupação austríaca, em 1798, o castelo entrou completamente em decadência. No início do século XIX, o edifício estava totalmente em ruínas; de tal forma que a única parte significativa sobrevivente foi a St. Michaelskapelle (Capela de São Miguel).

### O terceiro castelo

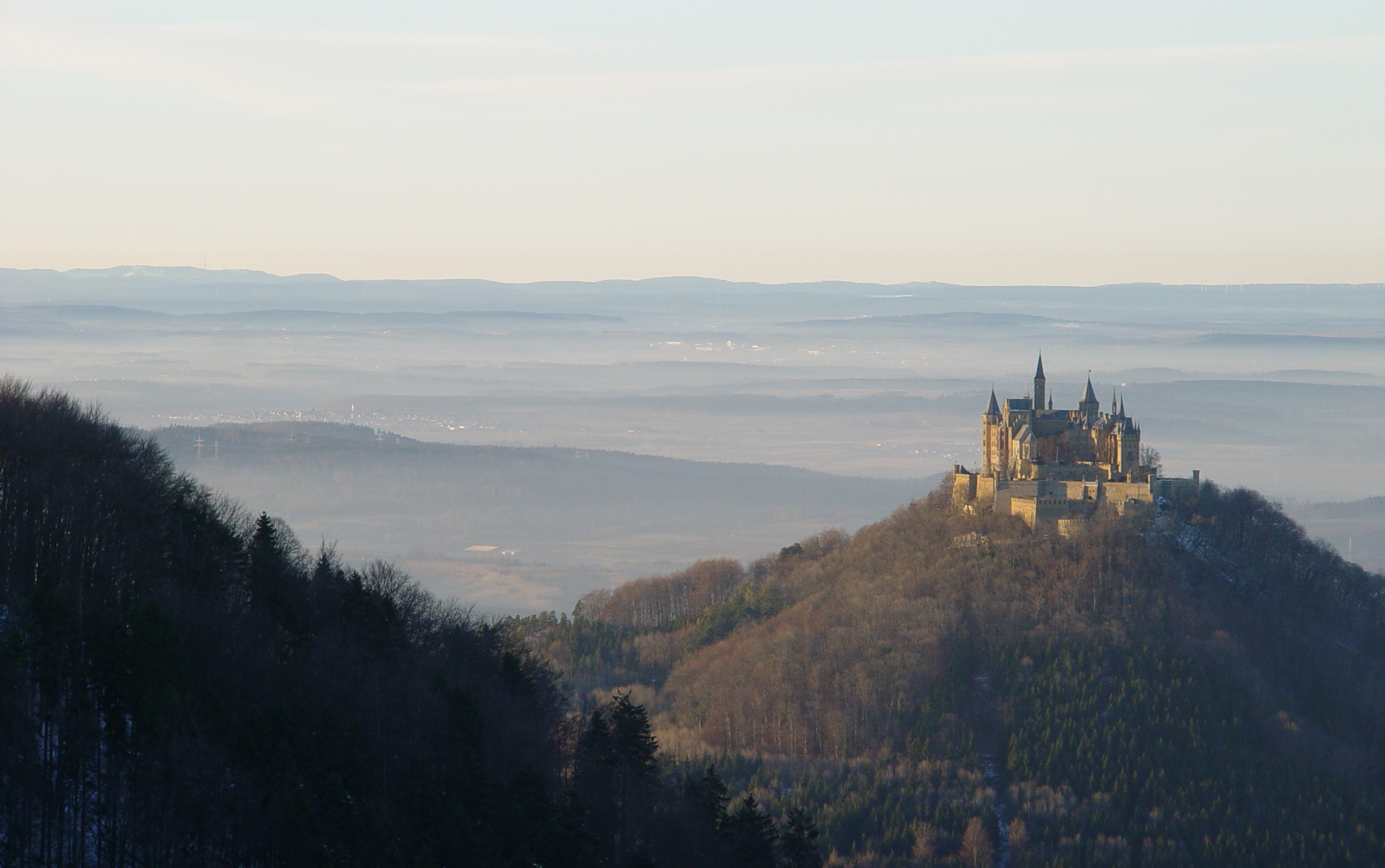
O Castelo Hohenzollern (terceiro castelo), visto de cima

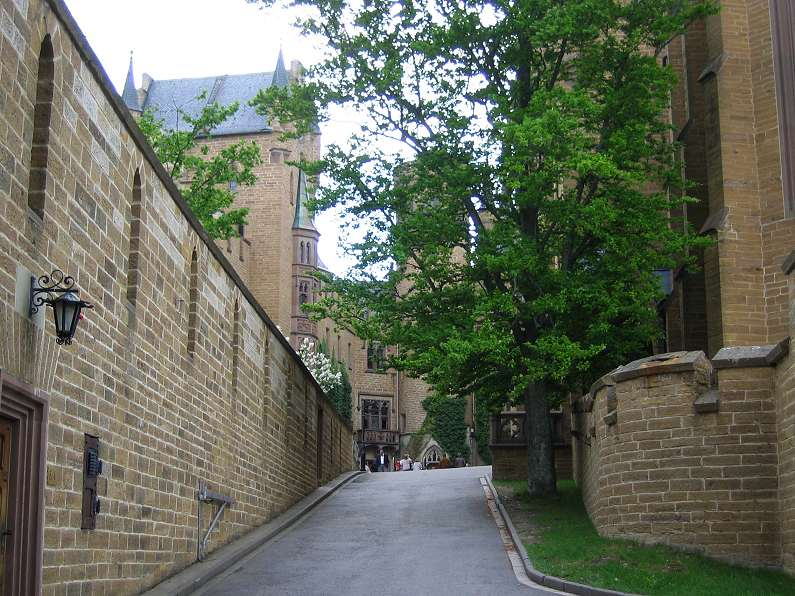
Vista do pátio

A ideia da reconstrução do castelo pode ter surgido em 1819, quando o príncipe herdeiro e futuro Rei Frederico Guilherme IV, regressado duma viagem à Itália, quis conhecer as raízes da sua Casa Real, tendo subido à montanha. De qualquer modo, mais tarde, o monarca registou esse momento nas suas memórias.
O castelo, na sua presente forma, é um edifício do renomado arquiteto berlinense Friedrich August Stüler, aluno de Karl Friedrich Schinkel e nomeado seu sucessor como "Arquiteto do Rei" (Architekten des Königs) em 1842. O edifício é visto como um típico representante do neogótico na área de língua alemã. O impressionante sistema de rampas foi desenhado pelo engenheiro-oficial Moritz Karl Ernst von Prittwitz, então líder na construção de fortalezas do Reino da Prússia. As obras escultóricas são de Gustav Willgohs. Em primeiro lugar, o Burg Hohenzollern expressa o espírito romântico daquele período e só depois incorpora a ideia dum castelo medieval. 
O Castelo Hohenzollern é historicamente comparável ao Schloss Neuschwanstein na Baviera, mas sem os seus excessos de teatralismo fantástico. Por outro lado, o castelo resulta da vontade de representação política do soberano do Reino da Prússia, o qual queria ver reconstruído o principal dos seus castelos ancestrais de uma forma grandiosa. Em 1850, foi lançada a pedra de fundação. A construção foi financiada pelo Estado de Brandenburgo-Prússia juntamente com a linha principesca da Suábia. No dia 3 de outubro de 1867, o edifício foi concluído e foi inaugurado por Guilherme I. 
No dia 3 de setembro de 1978 o castelo foi severamente danificado por um sismo, tendo as obras de restauro durado até a década de 1990.

## Utilização

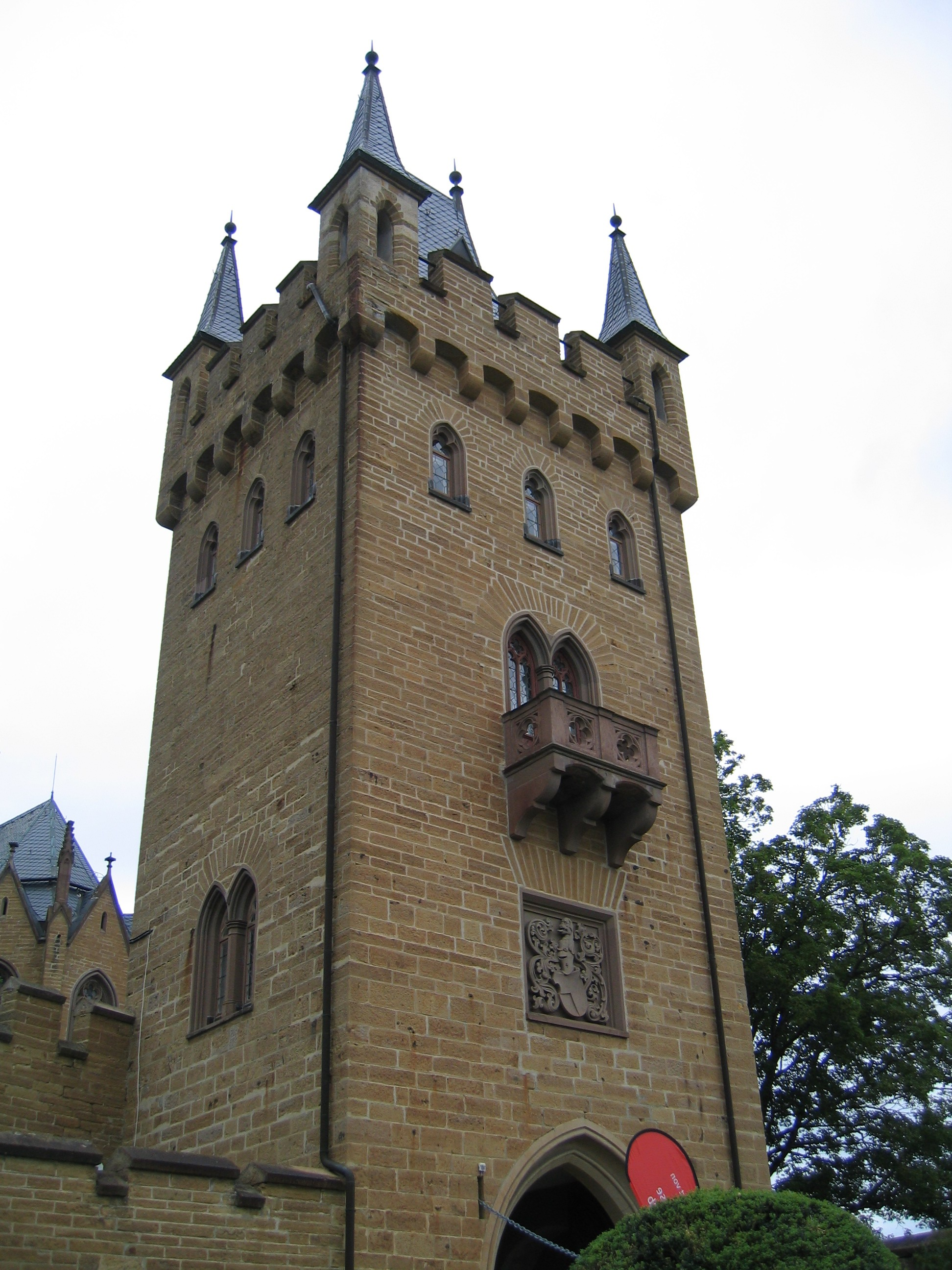
Uma das torres do Castelo Hohenzollern

Depois da reconstrução, o castelo nunca foi habitado por longos períodos, tendo apenas funções representativas. Apenas o último príncipe real, Guilherme da Prússia (1882–1951), viveu por alguns meses no castelo, depois da sua fuga de Potsdam, no final de 1945. Tanto ele como a sua esposa, a princesa Cecília de Mecklemburgo-Schwerin (1886-1954), estão sepultados no Burg Hohenzollern.
A partir de 1952, o castelo passou a contar com objetos de arte e recordações da história do Reino da Prússia, anteriormente na posse da família e do antigo Museu Hohenzollern do Schloss Monbijou: A Coroa Real da Prússia, juntamente com o uniforme de Frederico o Grande, encontram-se entre as peças mais importantes da coleção. Entre 1952 e 1991, os túmulos dos reis Frederico Guilherme I e Frederico o Grande estiveram no castelo. Depois da Reunificação da Alemanha, em 1991, foram trasladados de volta para Potsdam.
O Burg Hohenzollern ainda é uma propriedade privada. Dois terços pertencem à linhagem Brandemburgo-prussiana da Casa de Hohenzollern e o restante terço à linhagem suábio-católica. Desde 1954, o castelo recebe nas férias de verão as crianças berlinenses necessitadas da Fundação Princesa Kira da Prússia. O Burg Hohenzollern serve, atualmente, de atração turística, recebendo mais de 300 000 visitantes por ano  e sendo considerado um monumento significativo. Para isso contribui, também, a excelente conservação da sua decoração neogótica.

## Arquitetura
O edifício cobre quase todo o topo do monte. Este consiste em quatro elementos: as fortificações, os edifícios do palácio, as capelas e o jardim do castelo.

### Fortificações
A Porta da Águia, com a sua ponte levadiça, serve de entrada. Com três espirais, chega-se ao castelo. A primeira volta contorna a Torre de Guilherme. Existe uma Zwinger (espécie de muralha externa) na segunda volta, a baixa Vorwerk. Daqui sobe uma terceira espiral em volta da torre. Alcança-se então bastião sudeste, de onde se tem uma magnífica vista para Boll e Dreifürstenstein. Desse bastião pode ver-se, através do topo quadrado da torre de entrada, uma clara subida do pátio até atingir os bastiões exteriores. No sentido do ponteiro dos relógios encontram-se: o Schnarrwachtbastei, o Neue Bastei ("Novo Bastião" — noroeste), o Fuchslochbastei ("Bastião da Toca da Raposa" — norte), o Spitz (noroeste), o Scharfeckbastei (Bastião Agudo — oeste), o Gartenbastei ("Bastião do Jardim" — sudoeste) e o St. Michaelsbastei ("Bastião de São Miguel" — sul). Entre os bastiões encontram-se, ainda, imagens dos reis prussianos.

### Edifícios do palácio

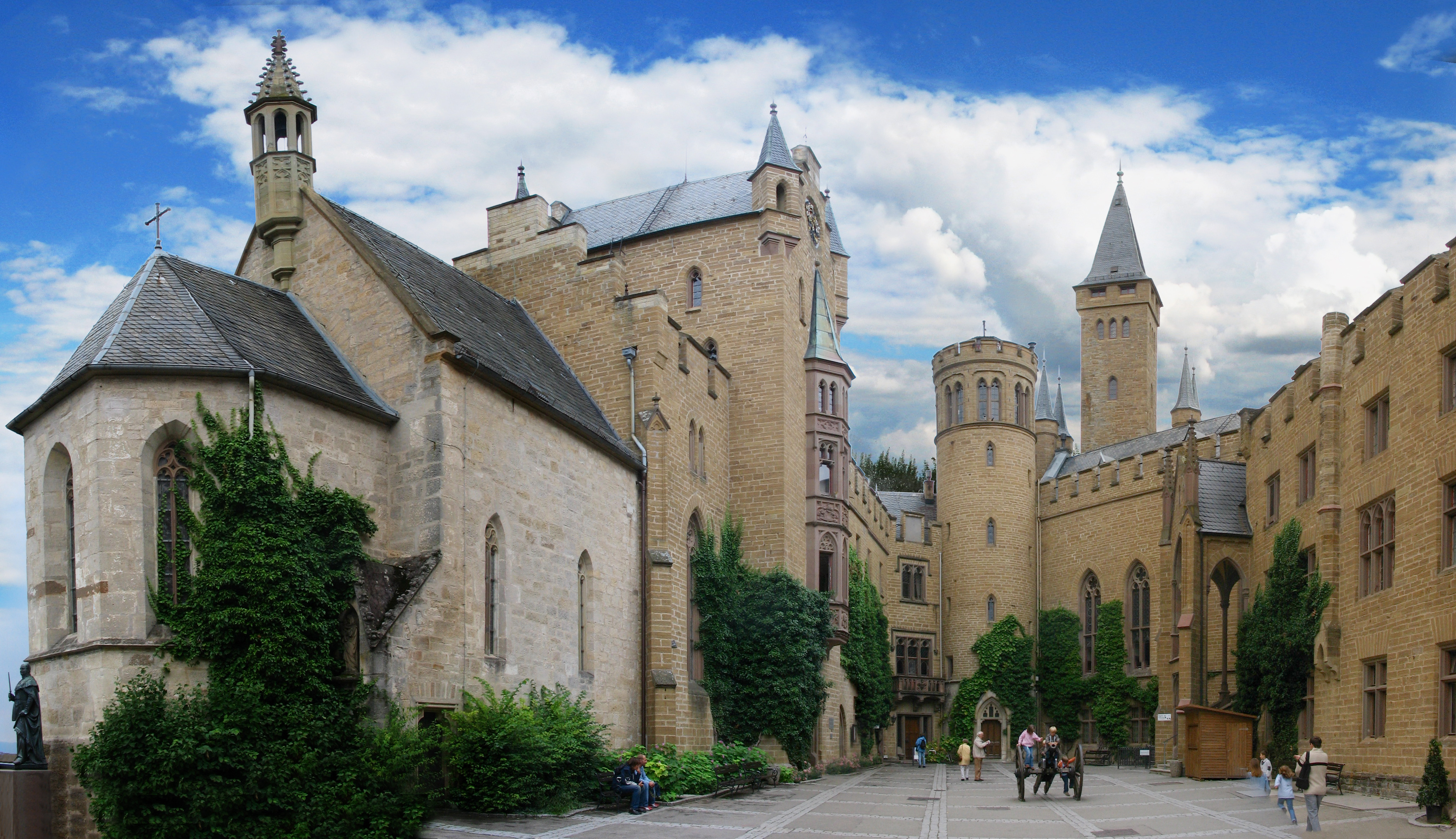
Pátio com a Capela de São Miguel, a Torre do Relógio e as escadas frente ao palácio dos príncipes

Os edifícios do palácio dão forma a um "U", em cujas extremidades se encontram a capela católica e a capela protestante. O contorno externo utiliza as velhas muralhas do segundo castelo. As três estruturas ficam sobre as antigas casamatas, decorados com muitos torreões e pináculos. As quatro torres principais são, no sentido dos ponteiros, a Kaiserturm ("Torre do Imperador") orientada para o Fuchslochbastei ("Bastião da Toca da Raposa"), a Bischofsturm ("Torre do Bispo") orientada para o Spitz, a Markgrafenturm ("Torre do Marquês") orientada para o Scharfeckbastei e a Michaelsturm ("Torre de Miguel") orientada para o Gartenbastei ("Bastião do Jardim"). No pátio, fica a Torre do Relógio e a torre com as escadas para a residência dos príncipes, onde se encontra o Grafensaal ("Salão dos Condes") e a Biblioteca, sendo também o local onde se hasteava a bandeira dos castelões. A partir deste mesmo pátio, uma escada exterior conduz à sala de estar do clã.
A partir desta última sala, chega-se ao Salão dos Condes, o qual se estende por toda a largura da ala sul: uma abóbada com nervuras, suportada por oito colunas de mármore, independentes e avermelhadas. Possui igualmente janelas, em grisaille e coloridas, pintadas por Stüler. Sob o Salão dos Condes fica a cozinha do palácio. Este salão junta-se à Torre do Imperador e à biblioteca decorada por Wilhelm Peters com afrescos alusivos à história dos Hohenzollern. 
Na Torre do Marquês encontra-se o Königsalon ("Salão do Rei"), atualmente também conhecido pela terminologia Markgrafenzimmer ("Quarto do Marquês"). A maciça secretária de Guilherme II domina o espaço através da utilização de várias madeiras, enquanto os apainelamentos lhe dão um carácter íntimo.
Através de vários salões, chega-se ao Salon der Königin ("Salão da Rainha"), o qual, devido ao veludo azul dos estofos, também é conhecido como Blauer Salon ("Salão Azul"). O pavimento é composto por cinco madeiras diferentes. Dum miradouro panorâmico avista-se Albtrauf, enquanto nas paredes pendem retratos de família: Rainha Luísa, imperatriz Augusta, imperatriz Vitória e príncipe Valdemar da Prússia, o último pintado pela própria Vitória. A secretária da rainha foi desenhada por Stüler. O serviço de Sèvres pertencia a Napoleão Bonaparte, tendo sido pilhado pelas tropas prussianas durante a Batalha de Waterloo. Na galeria dos criados existe um notável quadro de Franz von Lenbach: mostra Guilherme I pouco antes de sua morte.
A coleção de armas é exibida um piso abaixo, na sala do tesouro. Entre as peças que merecem destaque encontra-se o manto de Corte da Rainha Luísa, em damasco de seda. Da Batalha de Kunersdorf veio a túnica e a caixa de rapé de Frederico o Grande, o que lhe salvou a vida. A sua bengala e uma das suas flautas encontram-se entre os elementos históricos, assim como o precioso conjunto de caixas de rapé. No entanto, o ponto culminante do tesouro é a Coroa dos Reis Prussianos (Krone des Königreichs Preußen), adornada com 18 brilhantes e 142 diamantes formando delicados botões de rosa.

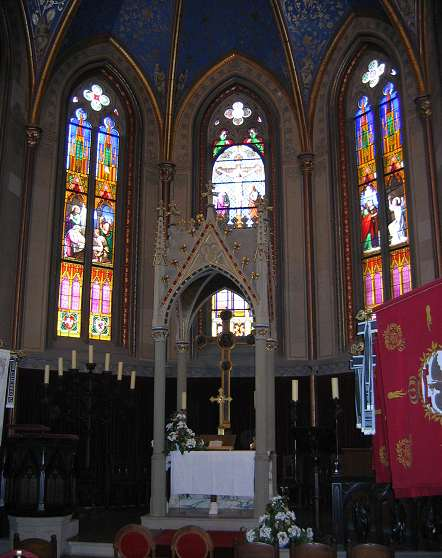
Vista da capela cristã do Castelo Hohenzollern

### As capelas
A Capela Católica de São Miguel foi ampliada em 1853, embora a sua parte medieval remonte ao período entre 1454 e 1461, sendo a única estrutura que resta do segundo castelo. A nave e o coro estão cobertos por uma rede de nervuras entrançadas. Os três vitrais do coro, datados entre 1280 e 1290, vieram do Mosteiro de Stetten (Kloster Stetten), o panteão dos condes de Zollern.
A Capela Protestante de Cristo é obra de Stüler, em linha com o coro oeste da Catedral de Naumburg (Naumburger Dom). A Porta do Apóstolo provém da destruída Igreja Memorial do Imperador Guilherme (Kaiser-Wilhelm-Gedächtniskirche) de Berlim. 
Sob a Capela de Cristo fica a Capela Ortodoxa Russa da Ressurreição.

### Jardim do castelo
A planta original do jardim foi um trabalho tardio de Peter Joseph Lenné (1789-1866). Os seus desenhos já não existem atualmente.